# 斯克納爾瑟巴克河
斯克納爾瑟巴克河（Schnalser Bach）是意大利的河流，位於波爾扎諾自治省，屬於阿迪傑河的支流，河道全長25.7公里，流域面積220平方公里，河口處在納圖爾諾。

## 外部連結
- Civic Network of South Tyrol （页面存档备份，存于） （德文） （意大利文）